# Банківське регулювання та нагляд
Банківське регулювання та нагляд — два взаємопов'язаних поняття, які характеризують державні втручання у банківський сектор. Вони є ключовою частиною банківської справи.

## Визначення
Згідно з Законом України «Про Національний банк України», ст. 1 банківське регулювання є однією із функцій НБУ, яка полягає в створенні системи норм, що регулюють діяльність банків та визначають загальні принципи банківської діяльності, порядок здійснення банківського нагляду і відповідальність за порушення банківського законодавства. Під банківським наглядом Закон розуміє систему «контролю та активних впорядкованих дій Національного банку України, спрямованих на забезпечення дотримання банками та іншими особами, стосовно яких Національний банк України здійснює наглядову діяльність законодавства України і встановлених нормативів, з метою забезпечення стабільності банківської системи та захисту інтересів вкладників та кредиторів банку.» Схоже визначення цілей банківського нагляду дає стаття 67 Закону України «Про банки і банківську діяльність». В абзаці 6 також вказується, що НБУ «застосовує заходи впливу за порушення вимог законодавства щодо банківської діяльності». Вітчизняні науковці в загальному притримуються вищезгаданих законодавчих положень. Розбіжності виникають насамперед при відмежуванні понять банківського регулювання та нагляду.
Зокрема, підручник за авторством В. Міщенко та низки інших авторів під регулюванням банківської діяльності розуміють насамперед створення відповідної правової бази, тобто розробку та ухвалення законів, що регламентують діяльність банків, а також ухвалення відповідними установами, уповноваженими державою, положень, що регламентують функціонування банків, у вигляді нормативних актів, інструкцій, директив. Законодавчі і нормативні положення визначають такі межі поведінки банків, які сприяють надійному та ефективному функціонуванню банківської системи. Банківський нагляд визначається ж як «моніторинг процесів, що мають місце у банківській сфері на різних стадіях функціонування банків, а саме: створення нових банків та їх установ, діяльності банків, реорганізації та ліквідації банків». Для цього орган нагляду має повноваження застосувати до банків примусові та непримусові заходи впливу..
О. Любунь та інші визначають банківське регулювання як систему заходів, за допомогою яких центральний банк забезпечує стабільне, безпечне функціонування банків та запобігає дестабілізуючим процесам у банківському секторі. Основною метою банківського нагляду вважається своєчасне реагування на порушення та негативні тенденції у діяльності комерційних банків з метою їх нормалізації, укріплення фінансового стану, підтримки стабільності та надійності як кожного банку зокрема, так і банківської системи у цілому.
О. Орлюк підтримує законодавчо визначене поняття банківського нагляду, та визнає, що терміни «банківське регулювання» та «банківський нагляд» належать до (різних) взаємодоповнюючих видів діяльності. Подає банківське регулювання як одну із форм державного управління, що становить собою систему заходів, за допомогою яких держава через центральний банк (або інший уповноважений орган) забезпечує стабільне та безпечне функціонування банків, а також попереджає дестабілізуючі процеси в банківському секторі.
В. Грушко та інші розуміють під банківським наглядом насамперед моніторинг процесів, що мають місце у банківській сфері на різних стадіях функціонування банків, а саме: створення нових банків та їхніх установ; діяльності банків; їх реорганізації та ліквідації. При цьому, регулятивно-наглядові органи мають повноваження застосовувати до банків певні коригувальні заходи, а також заходи примусового впливу з метою регулювання їхньої діяльності. Ці заходи можуть розглядатися одночасно як елемент банківського нагляду і як елемент банківського регулювання. Отже, поняття регулювання банківської діяльності та банківський нагляд в розумінні В. Грушка та інших тісно переплітаються.
Н. Роговая приходить до висновку, що «державне регулювання банківської діяльності містить такий компонент, як нагляд, оскільки воно неможливе без контролю».
О. Хаб'юк розуміє під банківськім регулюванням формування та застосування державою заходів впливу на банківську сферу для досягнення державних цілей (забезпечення грошового обігу, стабільність банківської системи, уникнення монополізації, усунення недоліків міжнародної діяльності банків тощо). Складовою цього поняття вважається поняття банківського нагляду, яке визначається як контроль (моніторинг) за діяльністю банків та застосовування заходів впливу в разі порушень законодавства, а також нормотворча діяльність органів нагляду.
Західний науковий світ, в основному, не розмежовує цих понять, а використовує їх здебільшого як синоніми.

## Види та методи
Стаття 66 закону України «Про банки та банківську діяльність» розрізняє форми адміністративного та індикативного регулювання. Згідно з нею, адміністративне регулювання складається із реєстрації банків та ліцензування їх діяльності; встановлення вимог та обмежень щодо діяльності банків; застосування санкцій адміністративного чи фінансового характеру; нагляду за діяльністю банків; та надання рекомендацій щодо діяльності банків. А індикативне регулювання відповідно до зазначеної статті охоплює встановлення обов'язкових економічних нормативів; визначення норм обов'язкових резервів для банків; встановлення норм відрахувань до резервів на покриття ризиків від активних банківських операцій; визначення процентної політики; рефінансування банків; кореспондентських відносин; управління золотовалютними резервами, включаючи валютні інтервенції; операції з цінними паперами на відкритому ринку; а також контроль імпорту та експорту капіталу.
У вітчизняній науці панує поділ нагляду (контролю) за банками на вступний, попередній та поточний. Згідно з цією класифікацією вступний нагляд здійснюється з метою чіткого і повного визначення вимог для отримання ліцензії на проведення банківських операцій. Це передбачає перевірку обсягів та джерел капіталу, кваліфікаційних та професійних якостей відповідального менеджменту, бізнес-плану банку на наступний період часу. Проведення попереднього / пруденційного нагляду має на меті забезпечити дотримання банками вимог пруденційного ведення справ за рахунок заборони або обмеження видів діяльності, наприклад, за допомогою формування резервів під збитки із ризикованих операцій. До цього виду нагляду належить також безвиїзний нагляд, який полягає в перевірці та аналізі наданої банками звітності, зокрема, розрахунку економічних нормативів. Поточний нагляд є рівнозначним інспектуванню банків та їхніх установ, в рамках якого перевіряється надана банками звітність, та аналізується позиція банку, зокрема, за допомогою методики CAMELS. Поточний нагляд також охоплює застосування санкцій та заходів щодо організаційного зміцнення фінансового, оздоровлення окремих банків.
Дещо ширшу класифікацію банківських регулятивних заходів пропонує, зокрема, Д. Нойбергер, яка розрізняє превентивний та протективний банківський нагляд, а також виділяє конкуренційну політику в банківській сфері як додаткову групу наглядових банківських заходів. Заходи превентивного нагляду спрямовані на уникнення банкрутства банку. Вони охоплюють вимоги до власного капіталу, ліквідності та диверсифікації, надання інформації, заборону певних видів банківських операцій, а також інструкції щодо звітності. Сюди зараховуються також ліцензійні умови, які є визначальними в рамках вступного нагляду. Протективний вид нагляду націлений на уникнення негативних наслідків банкрутства банку для банківського сектору, тобто такі заходи застосовуються тоді, коли превентивні заходи не спрацювали. Він охоплює страхування депозитів(в Україні здійснюється Фондом гарантування вкладів фізичних осіб), кредитування центробанком як кредитором останньої інстанції, та державні заходи втручання такі як мораторій. Наявність державних заходів втручання є обов'язковою і в рамках превентивного нагляду. Конкуренційна політика є також розповсюдженим важелем впливу. Вона охоплює, в основному, законодавство в сфері конкуренції, регулювання цін та процентних ставок.

## Органи банківського нагляду
Банківське регулювання здійснюється, як правило, органами, які мають нормотворчі функції, насамперед це парламент. Саме він формує законодавчу базу для ефективного впливу на діяльність банків відповідно до державних цілей, контролюючи її застосування та вдосконалюючи її. Функція банківського нагляду переважно покладається на незалежний від решти виконавчої влади орган банківського нагляду (окрема установа або центробанк, в Україні таким органом є НБУ). Потреба в постійній зміні законодавчої бази вимагає часткового передання парламентом нормотворчої функції органам нагляду.
Існує дискусія стосовно того, чи варто відокремлювати органи нагляду від центрального банку, чи сприяють мегарегулятивні повноваження ефективнішому регулюванню у фінансовій сфері, тому що банківську сферу важко вже розглядати окремо. В Україні ця дискусія проводилася в ракурсі питання підпорядкування Національному банку України Національної комісії з цінних паперів та фондового ринку, оскільки НБУ вже виконує функції банківського нагляду. Відповіді на це запитання остаточної не існує, оскільки у міжнародній практиці зустрічаються обидва випадки.
Починаючи зі сімдесятих років, банки стають міжнародно активними і тому виникає потреба у міжнародній кооперації органів нагляду. Така координація відбувається в рамках Базельського комітету з питань банківського нагляду, в рамках якого сформульовано низку документів, що стали визначальними для банківського регулювання більшості країн світу. До таких документів можна віднести «Базель І» й Основні принципи ефективного нагляду та також в дещо меншій мірі «Базель ІІ».